# Скворцов Олександр Вікентійович
Олександр Вікентійович Скворцов (28 серпня 1954, Горький, СРСР — 4 лютого 2020) — радянський хокеїст, лівий нападник. Олімпійський чемпіон. Заслужений майстер спорту СРСР.

## «Торпедо»
Вихованець горьківської хокейної школи (перші тренери — Олександр Рогов і Валерій Кормаков). В юнацькій команді його партнерами по ланці були Володимир Ковін і Володимир Бокарьов. У своїй віковій групі став третім призером чемпіонату СРСР.
За основний склад «Торпедо» виступав з вісімнадцяти років. Найбільш відомими партнерами у клубі були Володимир Ковін і Михайло Варнаков. Їх вважають найкращою немосковською ланкою в історії радянського хокею. Потужний Ковін гармонійно поєнувався з вертлявими і невловимими крайніми нападниками, а взаєморозуміння між ними за довгі роки було налагоджено до досконалості.
Щоправда, знаменита горьківская трійця, в рідному клубі, не завжди грала разом; тренери «Торпедо» вважали, що кожен з гравців підсилював будь-яку ланку, тоді як, граючи разом, команда отримувала одну суперпотужну ланку і провали в інших змінах. Утрьох, здебільшого, вони виходили в чисельній більшості, або на останніх секундах, коли було потрібно врятувати гру.
Кращий бомбардир команди в шести сезонах: 1976 (35 набраних очок), 1978 (33), 1979 (47), 1981 (35), 1988 (21) і 1989 (13). За вісімнадцять сезонів у вищій лізі провів 591 матч, закинув 244 шайби і зробив 204 результативні передачі, а всього в чемпіонатах СРСР — 619 ігор, 255 голів. За версією інтернет-видання «Sports.ru» входить до символічної збірної «Торпедо» радянської доби: Коноваленко, Федоров — Жидков, Скворцов — Ковін — Варнаков.
Входить до списку «100 бомбардирів чемпіонату СРСР». Найрезультативніший хокеїст «Торпедо» в чемпіонатах СРСР. П'ять разів обирався до списку кращих хокеїстів сезону (1977, 1979, 1981, 1982, 1984). Член «Клубу Всеволода Боброва» — 292 голи.

## Збірна
У складі національної команди дебютував 18 серпня 1976 року. Товариська гра у Гетеборгу проти збірної Швеції завершилася поразкою з рахунком 1:4.
На перший розіграш Кубка Канади, що відбувся у вересні, радянська команда поїхала в експериментальному складі. Віктор Тихонов, новий керманич збірної, залишив вдома сімох переможців Олімпіади в Інсбруку. Оновлена команда не змогла скласти гідної конкуренції канадцям і чехословакам, і завершила турнір на третьому місці. На Кубку Канади Скворцов грав у ланці з Ковіним і нападником «Трактора» Валерієм Бєлоусовим, відзначився двома результативними передачами.
1979 року відбулася серія з трьох матчів між збірними СРСР і Національної хокейної ліги. На Кубку виклику виступав зі своїми партнерами по клубу: Володимиром Ковіним і Михайлом Варнаковим.
Протягом наступних чотирьох років були невдача на Олімпіаді в Лейк-Плесіді і три перемоги на чемпіонатах світу. 1981 року збірна СРСР була сильнішою ніж канадські професіонали у фіналі другого кубка Канади. Скворцов, на останніх секундах, встановив остаточний рахунок матчу — 8:1. На турнірі грав у ланці з «армійцями» Віктором Жлуктовим і Андрієм Хомутовим.
Вершиною спортивної кар'єри стала Олімпіада в Сараєво. Збірна СРСР перемогла всіх суперників і вшосте здобула олімпійське золото. Скворцов і Ковін грали разом з Михайлом Васильєвим. Їхня ланка закинула 12 шайб з 48 загальнокомандних. Особистий доробок лівого нападника — 7 очок в 7 матчах (4 шайби і 3 результативні передачі).
На третій розіграш Кубка Канади Віктор Тихонов викликав з горьківського клубу трьох нападників. На старті турніру вони провели найкращу гру в збірній. Варнаков і Скворцов забили двічі команді Чехословаччини, а гра завершилася перемогою з рахунком 3:0.
Останні матчі за радянську збірну провів на чемпіонаті світу 1985 року і отримав срібну медаль світової першості. На Олімпійських іграх, чемпіонатах світу і Кубках Канади провів 62 матчі, набрав 59 очок (21+38). Всього в складі збірної СРСР провів 123 матчі, 41 гол.
У складі збірної клубів СРСР, московських колективів «Крила Рад» і ЦСКА виступав у суперсеріях проти команд Всесвітньої хокейної асоціації і Національної хокейної ліги. Найкращий, з цих поєдинків, відбувся 31 грудня 1978 року. П'ятірка орендованих «Крилами Рад» гравців закинула більше шайб ніж команда НХЛ «Міннесота Норт-Старс»: Федоров (0+4) — Хатулєв (1+0), Скворцов (2+2) — Ковін (1+2) — Варнаков (2+3). Ще два голи на рахунку Віктора Тюменєва і Ігоря Ромашина, а остаточний рахунок гри — 8:5 на користь європейських хокеїстів.

## Тренер
В сезоні 1989/90 захищав кольори фінської команди «Кярпят» (Оулу). Тренерську діяльність розпочав у шведському клубі «Калікс». У другій половині 90-х років працював у шведських командах «Гаммарбю», «Мункфорш» і «Остерроке». З квітня 2001 року — у російських клубах:
- 2001—2002 — «Амур» (Хабаровськ) — тренер;
- 2002—2008 — СДЮШОР «Торпедо» (Нижній Новгород) — тренер;
- 2004—2005 — «Торпедо» (Нижній Новгород) — тренер;
- 2009—2012 — «Саров» — тренер, старший тренер.

## Досягнення
- Олімпійські ігри

 Чемпіон (1): 1984
 Віце-чемпіон (1): 1980
- Кубок Канади

 Переможець (1): 1981
 Третій призер (1): 1976
 Півфіналіст (1): 1984
- Чемпіонат світу

 Чемпіон (3): 1979, 1981, 1983
 Третій призер (1): 1985
- Чемпіонат Європи

 Чемпіон (4): 1979, 1981, 1983, 1985
- Кубок виклику

 Переможець (1): 1979

## Нагороди
- Орден «Знак Пошани» (1981)
- Орден Дружби народів (1984)

## Статистика
Статистика виступів у національних чемпіонатах:
| Сезон               | Команда             | Ліга                | І   | Г   | П   | О   | Ш  |
| ------------------- | ------------------- | ------------------- | --- | --- | --- | --- | -- |
| 1972/73             | «Торпедо»           | Д-1                 | 2   | 0   | 0   | 0   | 0  |
| 1973/74             | «Торпедо»           | Д-1                 | 19  | 3   | 3   | 6   | 2  |
| 1974/75             | «Торпедо»           | Д-1                 | 36  | 13  | 8   | 21  | 2  |
| 1975/76             | «Торпедо»           | Д-1                 | 34  | 19  | 12  | 31  | 12 |
| 1976/77             | «Торпедо»           | Д-1                 | 36  | 8   | 7   | 15  | 13 |
| 1977/78             | «Торпедо»           | Д-1                 | 36  | 19  | 11  | 30  | 30 |
| 1978/79             | «Торпедо»           | Д-1                 | 43  | 25  | 21  | 46  | 25 |
| 1979/80             | «Торпедо»           | Д-1                 | 44  | 24  | 25  | 49  | 20 |
| 1980/81             | «Торпедо»           | Д-1                 | 44  | 19  | 16  | 35  | 10 |
| 1980/81             | «Торпедо»           | ПТ                  | 1   | 0   | 1   | 1   | 0  |
| 1981/82             | «Торпедо»           | Д-1                 | 41  | 22  | 15  | 37  | 17 |
| 1982/83             | «Торпедо»           | Д-1                 | 44  | 27  | 20  | 47  | 12 |
| 1983/84             | «Торпедо»           | Д-1                 | 37  | 18  | 11  | 29  | 21 |
| 1984/85             | «Торпедо»           | Д-1                 | 31  | 10  | 9   | 19  | 14 |
| 1985/86             | «Торпедо»           | Д-1                 | 34  | 2   | 7   | 9   | 14 |
| 1986/87             | «Торпедо»           | Д-1                 | 29  | 8   | 8   | 16  | 10 |
| 1987/88             | «Торпедо»           | Д-1                 | 25  | 7   | 14  | 21  | 4  |
| 1987/88             | «Торпедо»           | ПТ                  | 26  | 7   | 8   | 15  | 8  |
| 1988/89             | «Торпедо»           | Д-1                 | 24  | 8   | 5   | 13  | 8  |
| 1988/89             | «Торпедо»           | ПТ                  | 35  | 15  | 16  | 31  | 20 |
| Всього у вищій лізі | Всього у вищій лізі | Всього у вищій лізі | 591 | 244 | 204 | 448 |    |
| 1989/90             | «Кярпят» (Оулу)     | Д-2                 | 22  | 20  | 40  | 60  | 0  |
| 1991/92             | «Калікс» (Швеція)   | Д-2                 | 19  | 16  | 29  | 45  | 6  |
| 1992/93             | «Калікс» (Швеція)   | Д-2                 | 24  | 16  | 36  | 52  | 12 |
| 1993/94             | «Калікс» (Швеція)   | Д-2                 | 23  | 20  | 35  | 55  | 8  |

Статистика виступів у серіях матчів проти клубів Всесвітньої хокейної асоціації і Національної хокейної ліги:
| Сезон   | Команда       | Ліга | І | Г | П | О  | Ш |
| ------- | ------------- | ---- | - | - | - | -- | - |
| 1978/79 | СРСР-2        | ВХА  | 6 | 3 | 4 | 7  | 6 |
| 1978/79 | «Крила Рад»   | НХЛ  | 4 | 6 | 4 | 10 | 2 |
| 1979/80 | ЦСКА (Москва) | НХЛ  | 4 | 1 | 1 | 2  | 0 |
| 1982/83 | СРСР          | НХЛ  | 6 | 1 | 0 | 1  | 2 |

Статистика виступів на головних хокейних змаганнях:
| Рік  | Збірна | Турнір | І  | Г | П | О | Ш |
| ---- | ------ | ------ | -- | - | - | - | - |
| 1976 | СРСР   | КК     | 5  | 0 | 2 | 2 | 0 |
| 1979 | СРСР   | КВ     | 3  | 0 | 2 | 2 | 0 |
| 1979 | СРСР   | ЧС     | 7  | 2 | 3 | 5 | 0 |
| 1980 | СРСР   | ОІ     | 7  | 2 | 5 | 7 | 0 |
| 1981 | СРСР   | ЧС     | 8  | 4 | 1 | 5 | 2 |
| 1981 | СРСР   | КК     | 7  | 1 | 0 | 1 | 4 |
| 1983 | СРСР   | ЧС     | 10 | 5 | 1 | 6 | 4 |
| 1984 | СРСР   | ОІ     | 7  | 4 | 3 | 7 | 0 |
| 1984 | СРСР   | КК     | 6  | 1 | 2 | 3 | 0 |
| 1985 | СРСР   | ЧС     | 5  | 2 | 0 | 2 | 0 |